# Mojos
Mojos ist eine Siedlung im nördlichen Teil des Departamento La Paz im südamerikanischen Andenstaat Bolivien.

## Lage im Nahraum
Mojos liegt in der Provinz Franz Tamayo (früher Caupolicán) und ist zentraler Ort im Cantón Mojos im Municipio Apolo. Die Siedlung liegt auf einer Höhe von 1628 m oberhalb des rechten, südlichen Ufers des Río Puina, der in der Region Mojos in östlicher Richtung fließt. Mojos liegt in einer Luftlinienentfernung von 115 Kilometern nordöstlich des Titicacasees und 230 Kilometer nordwestlich des Regierungssitzes La Paz.

## Geographie
Mojos weist im Temperaturverlauf ein sehr ausgeglichenes Klima auf; die Durchschnittstemperatur liegt bei 20,4 °C, die monatlichen Durchschnittstemperaturen schwanken zwischen 21 °C von Oktober bis März und knapp 19 °C im Juni und Juli (siehe Klimadiagramm Apolo). Der Jahresniederschlag liegt im langjährigen Mittel bei 1333 mm, der kurzen Trockenzeit im Juni und Juli mit Monatsniederschlägen unter 35 mm steht eine ausgedehnte Feuchtezeit mit bis zu 200 mm im Dezember und Januar gegenüber.

## Verkehrsnetz
Mojos ist nicht an das öffentliche Verkehrsnetz Boliviens angeschlossen. Die nächstgelegene Ortschaft mit Zugang zum Verkehrsnetz ist Pata, das in einer Entfernung von 25 Kilometer Luftlinie südöstlich von Mojos liegt.
Von La Paz führt die asphaltierte Nationalstraße Ruta 2 in nordwestlicher Richtung 70 Kilometer bis Huarina, von dort zweigt die asphaltierte Ruta 16 nach Norden ab, die nach 98 Kilometern Escoma erreicht und dann als unbefestigte Piste auf weiteren 250 Kilometern über Charazani nach Apolo führt. Vom Zentrum von Apolo aus führt die Verlängerung der Ruta 16 über drei Kilometer weiter in nördlicher Richtung, es zweigt dann eine Nebenstraße nach Westen ab, verläuft später nach Nordwesten und erreicht nach vier Kilometern Apacheta. Von dort führt die Straße weiter über Vaquería, Santa Cruz del Valle Ameno und Mohima in das 40 Kilometer entfernte Pata.

## Bevölkerung
Die Einwohnerzahl der Ortschaft ist in dem Jahrzehnt zwischen den beiden letzten Volkszählungen um etwa ein Fünftel angestiegen:
| Jahr | Einwohner         | Quelle       |
| ---- | ----------------- | ------------ |
| 1992 | keine Detaildaten | Volkszählung |
| 2001 | 56                | Volkszählung |
| 2012 | 66                | Volkszählung |
| 2024 |                   | Volkszählung |